# Lesotsko gorje
Lesotsko gorje čine planinski lanci Drakensberg i Maloti u istočnim i središnjim dijelovima države Lesoto. Podnožje čini razdjelnicu između nizina i gorja. Snijeg je uobičajen u gorju zimi.

## Mjesto i opis
Gorje se nalazi jugoistočno od Highvelda, obuhvaćajući cijeli istočni dio Lesota. Prosječna godišnja količina oborina je gotovo 1.000 mm u nekim dijelovima l. Temperatura je usko povezana s nadmorskom visinom u gorju Lesota. Općenito, srednje srpanjske (zimske) temperature ostaju oko 7 °C.
Lesotsko gorje čini lokaliziranu uzvisinu na središnjoj visoravni Velike strmine. To je zato što je ograničen na 1400 m debeo sloj lave otporne na eroziju koja je izvirala i širila se većim dijelom južne Afrike dok je još bila dio Gondvane. Većina te lave erodirala je zajedno sa slojem sedimentnih stijena Karoo debelim nekoliko kilometara na čijem se vrhu lava izlila prije 182 milijuna godina. Samo je mali dio ove lave ostao i prekriva veći dio Lesota. Lesotsko gorje duboko je erodirano pritokama rijeke Oranje koje odvodnjavaju ovo gorje prema jugozapadu pomoću erozijskih jaruga koje se nizvodno pretvaraju u duboke doline. To ovom visokom području daje vrlo surov, planinski izgled. Tih je pritoka toliko da cijeli teren gorja ima vrlo surov planinski izgled, kako s tla tako i iz zraka.
Istočno Lesotsko gorje sadrži brojne terase i rubove razvijene na drevnom poplavnom bazaltu. Oblik i razvoj terasa kontroliran je strukturom stijena. Terase su zabati (pediments) na kojima su aktivni kriogeni procesi. Terase se mogu nazvati krioplanacijskim terasama iako je taj pojam kontroverzan. Svaki škarp predstavlja jedinicu protoka poplavnog bazalta.
Tijekom posljednjeg glacijalnog razdoblja periglacijalni uvjeti prevladavali su u gorju stvarajući oblike reljefa kao što su blokovi, potoci i kameni vijenci. Tijekom najhladnijeg razdoblja posljednjeg glacijalnog razdoblja — posljednjeg glacijalnog maksimuma — okoliš je bio relativno suh s dubokim sezonskim smrzavanjem. Vjeruje se da je to područje bilo bez permafrosta i velikih nakupina snijega. Znanstvenici nisu sigurni jesu li se mali ledenjaci ikada razvili na sjenovitim padinama oko gorja.

## Flora
U gorju nalazimo brojne vrste biljaka. Pokrivač tla u brdskim područjima je diskontinuiran i nezreo. Tla u gorju Lesota razlikuju se prema matičnoj stijeni (bazalt) i utjecaju procesa smrzavanja i otapanja; općenito dominiraju molisoli.
Neki sektori Lesotskog gorja dio su Drakensbergovih alti-montanskih travnjaka i šumskih ekoregija.

## Fauna
Lesotsko gorje jedno je od endemskih ptičjih područja svijeta. Drakensberški skakač je endemska vrsta ptice Lesotskog gorja i okolnih područja u Južnoj Africi.

## Prijetnje i očuvanje
Vodni projekt Lesotskog gorja tekući je projekt vodoopskrbe i hidroenergije na području gorja. Razvijen u partnerstvu između vlada Lesota i Južne Afrike, sastoji se od sustava nekoliko velikih brana i tunela diljem teritorija obiju zemalja. Projekt je navodno dosad imao negativne društvene i ekološke učinke.

## Vanjske poveznice
- ISS - Environmental change and human security in Lesotho: The role of the Lesotho Highlands Water Project in environmental degradation
- Late Holocene Neoglacial conditions from the Lesotho highlands, southern Africa: Phytolith and stable carbon isotope evidence from the archaeological site of Likoaeng
- Lesotho Flora